# Saison 2 de Loki
Chronologie
Saison 1
Cet article présente les six épisodes de la deuxième saison de la série télévisée américaine Loki.
La deuxième saison de la série télévisée américaine Loki est basée sur le personnage de Marvel Comics du même nom. Cette saison fait partie de la phase 5 l'univers cinématographique Marvel (MCU), partageant la continuité avec les films de la franchise.

## Synopsis
Dans son combat pour sauver l'âme du Tribunal des Variations Anachroniques (ou TVA, Time Variance Authority en VO), Loki, aux côtés de l'agent Mobius, de la Chasseuse B-15 et d’une escouade d’anciens et de nouveaux compagnons, navigue dans un multivers de plus en plus vaste et de plus en plus dangereux à la recherche de Sylvie, du Juge Renslayer et de Miss Minutes. En chemin, il va aussi découvrir le sens véritable des notions de libre arbitre et de destin exceptionnel.

## Distribution
Sauf indication contraire, les informations mentionnées dans cette section peuvent être confirmées par les bases de données cinématographiques IMDb et Allociné,  présentes dans la section « Liens externes ».

### Acteurs principaux
Note : Les acteurs ci-dessous sont crédités dans la distribution principale uniquement dans les épisodes où ils apparaissent.
- Tom Hiddleston (VF : Alexis Victor ; VQ : Frédéric Millaire-Zouvi) : Loki
- Sophia Di Martino (VF : Laura Préjean ; VQ : Rose-Maïté Erkoreka) : Sylvie
- Wunmi Mosaku (VF : Corinne Wellong ; VQ : Cynthia Trudel) : Dr Verity Willis / Chasseuse B-15
- Eugene Cordero (en) (VF et VQ : Jérémy Prévost) : Frank Morris / Casey
- Rafael Casal (en) (VF : Marc Arnaud ; VQ : Alexis Lefebvre) : Bradley « Brad » Wolfe / Chasseur X-5 (épisodes 1, 2, 4 et 6)
- Kate Dickie (VF : Juliette Degenne) : Générale Dox (épisodes 1, 2 et 4)
- Liz Carr (en) (VF : Patricia Legrand) : Juge Gamble (épisodes 1, 4 et 6)
- Neil Ellice (VF et VQ : Éric Peter) : Chasseur D-90 (épisodes 1, 2, 4 et 6)
- Ke Huy Quan (VF : Guillaume Lebon ; VQ : Renaud Paradis) : A. D. Doug / Ouroboros « O. B. »
- Owen Wilson (VF : Éric Legrand ; VQ : Antoine Durand) : Don / Mobius M. Mobius
- Gugu Mbatha-Raw (VF : Déborah Claude ; VQ : Marie-Evelyne Lessard) : Rebecca Tourminet / Ravonna Renslayer (épisodes 3, 4 et 6)
- Tara Strong (VF et VQ : Zina Khakhoulia) : Miss Minutes (voix - épisodes 1, 3, 4 et 6)
- Richard Dixon (VF : Enrique Carballido) : Robber Baron (épisode 3)
- Jonathan Majors (VF : Diouc Koma ; VQ : Philippe Racine) : Celui Qui Demeure / Victor Timely (épisodes 3, 4 et 6)

### Invités
- Jack Cunningham-Nuttall : Jack (épisode 1, scène inter-générique et épisode 2)
- Natalie Holt : une musicienne de l'Exposition (épisode 3)
- Justin Benson : John Anglin (épisode 5)
- Aaron Moorhead : Clarence Anglin (épisode 5)
- Jason Pennycooke (en) : Lyle (épisode 5)

## Épisodes
Les six épisodes seront écrits par Eric Martin, le duo Justin Benson et Aaron Moorhead réalisant la majorité des épisodes.

### Épisode 1:Ouroboros
- Mondial : 6 octobre 2023 sur Disney+

Loki est poursuivi par l'agent Mobius et la Chasseuse B-15 dans un couloir du TVA, alternatif à celui que Loki connaît. Après avoir atterri de façon accidentelle dans les bureaux du niveau inférieur et d'avoir parler à Casey, qui semble ne pas le reconnaître, Loki disparaît brusquement et revient au même endroit. Il recroise Casey, qui cette fois, le reconnaît. Loki est de nouveau dans le TVA qu'il connaît. Après avoir remarqué une fissure au sol qu'il avait causée lors de son accident dans l'autre version du TVA, Loki comprend alors qu'il était dans le passé du TVA. Alors qu'il veut voir Mobius et B-15, Loki disparaît de nouveau.
Pendant ce temps, dans le TVA du présent, Mobius et B-15 observent les branches temporelles (ou nexus) qui continuent de se ramifier. B-15 pense qu'ils devraient révéler la vérité aux employés du TVA sur cet endroit, mais Mobius est inquiet à cette idée. Soudain, tout le TVA a un problème de tension. À la suite de la disparition de la Juge Ravonna Renslayer (depuis son altercation avec Mobius), un nouveau conseil de juges s'est constitué. La Générale Dox et la Juge Gamble envoient le Chasseur X-5 dire à Mobius et B-15 qu'elles veulent les voir au Centre de Crise. Au moment où Mobius et B-15 entrent dans la salle du Centre de Crise, encore revenu dans le passé, Loki pénètre lui aussi dans la salle du Centre de Crise. Mais à la grande surprise de Loki, le mur de la salle arbore le visage de « Celui Qui Demeure ».
Dans le Centre de Crise du présent, le conseil est réuni pour discuter des mesures à prendre face aux branches temporelles qui se sont multipliées bien au-delà de la ligne rouge après la mort de Celui Qui Demeure, tué par Sylvie, qui elle aussi a disparu. Dans le passé, Loki écoute l'enregistrement d'une bande où il est possible d'entendre une conversation entre Celui Qui Demeure et Renslayer. Le créateur du TVA semble faire l'éloge de Renslayer pour le rôle qu'elle a joué durant la Guerre multiverselle et avoue qu'il serait fier de gouverner à ses côtés. Dans le présent, B-15 révèle au conseil la vérité sur le TVA. Gamble, convaincue par les explications de Mobius et B-15, ordonne de mettre fin à toute forme d'« élagage » des nouvelles branches. Soudain, Loki est transporté dans le présent, où il retrouve enfin Mobius. Grâce au « bâton effaceur » de X-5, Loki révèle le mur où est représenté le visage de Celui Qui Demeure aux membres du TVA, qui était jusqu'alors couvert par une fresque représentant les Gardiens du Temps. Loki explique alors à Mobius que Celui Qui Demeure ne cachait pas son identité dans le passé du TVA, il a donc effacé la mémoire de tous les employés par la suite.
Loki explique à Mobius son expérience. Mais ce dernier lui rétorque qu'il n'y avait pas de TVA dans le passé, car le temps ne fonctionne pas ainsi dans cet endroit. C'est alors que Loki disparaît de nouveau. Mobius décide donc de l'emmener au Bureau des Réparations pour comprendre ce qui lui arrive. Une fois sur place, ils rencontrent Ouroboros, le technicien qui a créé toute la technologie du TVA. Loki disparaît à la vue d'Ouroboros, qui appelle ce phénomène « Errance temporelle ». Mais Ouroboros pense qu'il s'agit d'autre chose qu'une errance temporelle, car cela n'existe pas dans le TVA. Loki ère à nouveau dans le passé et se retrouve dans le Bureau des Réparations face à un autre Ouroboros. Dans le présent, Ouroboros se souvient de la visite de Loki dans le passé et que l'errance temporelle dans le TVA est donc possible. Loki demande à l'Ouroboros du passé comment il pourrait remédier à son errance temporelle. Il lui dit qu'il faut déjà que la personne qu'il veut rejoindre dispose d'un « Extracteur d'Aura Temporelle ». Ouroboros se met à construire un Extracteur. L'Ouroboros du futur présente son Extracteur à Mobius. Les deux versions d'Ouroboros expliquent à Loki et à Mobius qu'il faut aller au « Centre de Temporisation » pour que l'Extracteur expulse directement Loki du flux temporel. Loki apprend qu'il devra s'extirper des moindres parcelles du temps et de l'espace en une seule fois (autrement dit, s'élaguer), car quand on expurge une branche on l'affranchie du temps, alors l'Ouroboros du passé espère qu'une fois que Loki se sera élagué que l'Extracteur pourra le ramener dans le présent.
Une fois revenu dans le présent, Loki, Mobius et Ouroboros se rendent dans le Centre de Temporisation. En chemin, Ouroboros apprend que l'Éternel Flux Temporel se ramifie et pense que c'est ce qui cause toutes les surtensions dans le TVA et peut être aussi l'errance temporelle de Loki. Tous les trois sont rejoints par B-15. Ouroboros explique que les branches surchargent la Temporisation. Loki lui demande ce qu'est la Temporisation. Ouroboros lui répond que c'est expliqué dans le Manuel officiel du TVA (un index détaillé de toutes les classifications mécaniques et procédures d'entretien de chaque secteur pour chaque appareil et chaque programme informatique du TVA), qu'il a écrit lui-même. Tous les quatre pénètrent dans le Centre de Temporisation. Ouroboros explique qu'ils sont au cœur du TVA. C'est là que le temps brut est raffiné et transformé en flux temporel. Mais il est en surcharge, car il n'est pas conçu pour entrelacer autant de nouvelles branches. Pour empêcher la fusion, il faut couper les branches superflus. Alors ils doivent fermer les portes blindées pour protéger le TVA, tout en essayant de le réajuster pour gérer toutes ces branches. Ouroboros explique à Loki que quand il aura fermer ces portes il ne pourra plus le resynchroniser. Loki prend un bâton effaceur pour se brouiller. Mais Ouroboros le stoppe en lui disant qu'il faut d'abord mettre Mobius en position. Il explique à Mobius que pour ramener Loki au moment présent, il devra aller dehors et initialiser l'Extracteur, qui expulsera Loki du flux temporel. Mais il devra le faire avant qu'Ouroboros ne ferme les portes. Il donne à Loki un minuteur qui est synchroniser sur le flux temporel. Il lui dit de se tenir prêt a s'extirper le plus vite possible quand il verra le voyant du minuteur devenir vert. Quand il sera vert, cela voudra dire que Mobius a réussi. Si Loki le fait trop tard, il restera bloqué dans le flux temporel pour toujours.
Le Chasseur D-90 pénètre dans le Centre de Temporisation et révèle que la Générale Dox et ses troupes de Minuteurs dévalisent l'armurerie du TVA. Loki veut intervenir car il se doute qu'elle veut retrouver Sylvie. Mais B-15 lui dit qu'elle va s'en occuper. Tandis qu'il discute avec Mobius, Loki est de nouveau victime d'errance temporelle, se trouvant cette fois dans le futur. Il doit trouver un bâton effaceur en cinq minutes. Ouroboros fait enfiler à Mobius un scaphandre pour le protéger des radiations temporelles. Il dit à Mobius que quand il aura ouvert les portes, les radiations feront vieillir son scaphandre. Il devra aller au bout de la passerelle, mettre en place l'Extracteur et revenir au plus vite, sinon les portes se fermeront sur lui. Après cela, son scaphandre vieillira, mais lui aussi et une fois très vieux, il sera pelé et mourra. Il pénètre ensuite à l'extérieur et met en place l'Extracteur. Dans le futur, Loki constate que les membres du TVA évacuent les lieux et que le TVA est en train de s'effondrer sur lui-même. N'ayant pas réussi à trouver un bâton à temps, Loki, résigné, est intrigué par une sonnerie de téléphone. Ouroboros enclenche la fermeture des portes blindées. Pendant ce temps, Loki tombe alors nez-à-nez avec Sylvie, essayant d'ouvrir les portes d'un ascenseur. Il est ensuite brusquement brouillé de dos par une personne inconnue, et réussi à être extrait à temps.
Au même moment, la Générale Dox et ses troupes partent à travers des portails avec des sacs remplies de restaurateurs, à la grande surprise de B-15 et de D-90.
Scène inter-générique

### Épisode 2:Brad Fer
- Mondial : 13 octobre 2023 sur Disney+

Loki, Mobius et B-15 se rendent à la première du film Zaniac à Londres en 1977, sur l'Éternel Flux Temporel, à la recherche de Sylvie. Ils découvrent alors le Chasseur X-5, chargé par la Générale Dox de retrouver Sylvie, qui a finalement retrouvé son ancienne vie d'acteur célèbre, nommé Brad Wolfe. Ce dernier est capturé par le trio et enfermé dans une cellule du TVA.
Tandis que Loki et Mobius tentent de découvrir ce que signifient les modifications du Pad Temporel de Wolfe, Casey les informe que Miss Minutes, l'intelligence artificielle principale du TVA, collabore apparemment avec Ravonna Renslayer.
Wolfe refuse de révéler quoi que ce soit concernant Sylvie. À l'aide de « Gizmo », une machine permettant d'enfermer des prisonniers dans un cube rétrécissant, Loki et Mobius parviennent à faire pression sur Wolfe pour qu'il admette qu'il a bien retrouvé Sylvie avant de récupérer sa vie. Wolfe révèle alors qu'elle se trouve sur une branche temporelle et qu'elle mène une nouvelle vie. Pendant ce temps, Ouroboros découvre qu'il ne peut pas accéder au Cœur Temporel endommagé pour le réparer, les portes blindées étant totalement verrouillées. Seul le scan d'aura temporelle de Celui Qui Demeure ou la présence de Miss Minutes (qui peut éviter le verrouillage du système), peuvent déverrouiller les portes. Si le Cœur n'est pas réparé à temps, le TVA risque d'être entièrement anéanti.
Loki, Mobius et Wolfe se rendent sur la branche où Sylvie travaille désormais en tant qu'employée dans le restaurant McDonald's qu'elle avait précédemment découvert. Loki, en expliquant son errance temporelle entre le passé, le présent et le futur du TVA, tente de convaincre Sylvie de le rejoindre pour les aider à sauver le TVA. Loki avertit Sylvie que si les Variants de Celui Qui Demeure reviennent pour commencer une nouvelle Guerre multiverselle, comme il les en avaient avertis avant de mourir, le TVA sera le seul moyen de les arrêter. Ne voulant plus être mêlée aux affaires du TVA, Sylvie refuse de rejoindre Loki. Alors que Wolfe essaie de fuir de la branche, Sylvie apprend en lui lisant ses pensées que la Générale Dox et ses troupes de Minuteurs s'apprêtent à bombarder les nouvelles branches afin de restaurer l'Éternel Flux Temporel.

### Épisode 3:1893
- Mondial : 20 octobre 2023 sur Disney+

Ravonna Renslayer arrive à Chicago en 1868, sur l'Éternel Flux Temporel. Elle y retrouve Miss Minutes dans un hangar des quartiers pauvres. Cette dernière lui explique que Celui Qui Demeure lui avait demandé d'envoyer quelqu'un pour déposer un Manuel du TVA à la fenêtre d'une maison ; d'après elle, c'était son plan dans le but de protéger l'harmonie du temps avant d'être tué par Sylvie, car il savait que sa fin était proche. Renslayer dépose le paquet à la fenêtre de la maison d'un enfant, Victor Timely, qui découvre le Manuel. Selon Miss Minutes, Timely est le Variant destiné à prendre la place de Celui Qui Demeure.
Pendant ce temps, dans le Centre de Temporisation, le Cœur Temporel est en surchauffe, car les branches que la Générale Dox a élaguées recommencent à se ramifier, et il est toujours impossible d'accéder au Cœur. Selon Ouroboros, la seule solution est d'amplifier la capacité du Cœur pour qu'il puisse gérer toutes ces nouvelles branches, autrement, il flanchera et le TVA sera détruit. Par la suite, Loki et Mobius se rendent à leur tour à Chicago en 1868, sur l'Éternel Flux Temporel, à la recherche de Renslayer et Miss Minutes. Ne constatant aucune présence particulière, Mobius et Loki se rendent en 1893 au même endroit, la dernière destination qui était indiquée sur les informations du Pad Temporel de Renslayer. Mobius et Loki débarquent alors en pleine Exposition universelle de Chicago, désormais sur une branche temporelle créée par le geste de Renslayer. En lisant les nouvelles sur un journal indiquant possiblement la présence de Miss Minutes, Loki et Mobius explorent l'Exposition, à la recherche de Renslayer. Ils finissent par trouver un spectacle ayant pour thème le temps, animé par Timely, devenu un grand inventeur, et aperçoivent Renslayer dans l'assistance. Timely entre alors en scène. Après un discours excentrique sur le temps, Timely présente au public captivé une machine qui s'apparente au prototype du Cœur Temporel du TVA. Après sa représentation, Timely est abordé par Renslayer, Mobius et Loki.
À l'extérieur, Timely est alors soudainement pris en chasse par l'un de ses acheteurs, un baron voleur, mécontent que Timely l'ait arnaqué. Loki réussit à retrouver Timely mais Sylvie débarque brusquement, souhaitant tuer Timely car elle l'estime trop dangereux. Enfermés dans la grande roue de l'Exposition, Loki essaie de convaincre Sylvie de ne pas tuer Timely car il est indispensable pour la survie du TVA. Timely réussit finalement à fuir avec Renslayer, après que Miss Minutes a effrayé la foule en augmentant sa taille. Plus tard, Renslayer et Miss Minutes expliquent leurs motivations ainsi que le destin tracé de Timely. Tandis que les acheteurs mécontents reviennent, Timely, Miss Minutes et Renslayer décident de prendre un bateau pour le Wisconsin, où se trouve l'atelier de Timely.
Sur le bateau, Timely révèle toutes les connaissances qu'il a appris grâce au Manuel du TVA. Il apprend alors que c'est Renslayer qui lui a déposée. Elle propose alors à Timely de collaborer. Ce dernier, n'acceptant aucune collaboration, décide d'abandonner Renslayer dans un canot de sauvetage et de partir avec Miss Minutes.
Dans l'atelier, Miss Minutes avoue à Timely qu'elle s'est toujours sentie comme un simple « ordinateur » pour Celui Qui Demeure. L'intelligence artificielle révèle alors son amour pour Timely et elle voudrait que ce dernier lui offre un corps physique pour qu'elle devienne sa « compagne ». Effrayé, Timely désactive Miss Minutes. Renslayer débarque brusquement avec l'un des prototypes d'armes de Timely, l'obligeant à lui obéir. Mobius, Loki ainsi que Sylvie débarquent à leur tour. Sylvie, qui était décidée à tuer Timely, se résigne. Mobius et Loki emmènent alors Timely au TVA, tandis que Sylvie utilise le Pad de Celui Qui Demeure pour projeter Renslayer à travers un portail jusqu'à la Citadelle à la Fin des Temps, où se trouve encore le cadavre de Celui Qui Demeure.

### Épisode 4:Le cœur du TVA
- Mondial : 27 octobre 2023 sur Disney+

Dans la Citadelle à la Fin des Temps, qui se désagrège de plus en plus, Ravonna Renslayer apprend par Miss Minutes qu'elle dirigeait toute l'armée (composée de tous les futures Minuteurs du TVA) de Celui Qui Demeure pendant la Guerre multiverselle. Après la fin de la guerre et la création du TVA, dans la Citadelle, Celui Qui Demeure et Renslayer conversent en observant l'extérieur. Celui Qui Demeure répète mot pour mot les paroles que Loki avait entendues dans l'enregistrement quand il était dans le passé du TVA. Après le départ de Renslayer pour le TVA, il ordonna à Miss Minutes de charger le « Protocole 42 », visant à effacer les souvenirs de tous les employés du TVA, y compris ceux de Renslayer. Après ces révélations, Miss Minutes propose à Renslayer de mener leur propre plan sans Victor Timely.
Au TVA, Timely accepte d'aider Loki et les autres membres du TVA à réparer le Cœur Temporel, qui est proche de l'implosion. En collaborant avec Timely, Ouroboros propose un plan : pour réparer le Cœur Temporel, il faut que les anneaux qui le composent puissent s'agrandir grâce à un « Multiplicateur de Circuit »,  pour ainsi avoir la capacité de supporter la surcharge des branches temporelles qui continuent de se ramifier. Néanmoins, il y a beaucoup plus de radiations temporelles sur la passerelle qui mène au Cœur qu'il y en avait quand Mobius a extrait Loki pour le sauver de l'errance temporelle. Pendant ce temps, la Chasseuse B-15 propose à la Générale Dox et à ses troupes de Minuteurs enfermés en cellule de les aider à sauver le TVA face à Renslayer et Miss Minutes. Peu après, ces dernières débarquent dans la cellule de Dox et ses troupes pour leur proposer de se joindre à elle et ainsi retrouver leurs vies dans le flux temporel. Dox et les autres, entièrement dévoués au TVA, refusent mais Brad Wolfe accepte l'offre de Renslayer. Dox et les Minuteurs sont alors brutalement tués par Renslayer.
Grâce à un prototype de Timely, Ouroboros parvient à construire le Multiplicateur de Circuit. Pendant ce temps, B-15 découvre avec horreur les cadavres de Dox et des Minuteurs. Elle apprend également que Miss Minutes a pris le contrôle du système du TVA pour ralentir le plan d'Ouroboros. Dans la cafétéria du TVA, le Chasseur D-90, aux côtés de Timely, savoure une tasse de chocolat chaud. Soudain, D-90 est brouillé de dos par Wolfe, qui capture ensuite Timely. Loki et Sylvie partent à la recherche de Timely dans le TVA, mais Loki retrouve sa version du passé, qui est à la recherche d'un bâton effaceur pour s'extraire de l'errance temporelle. Loki utilise alors son bâton effaceur pour brouiller de dos sa version du passé.
Ouroboros redémarre le système du TVA, effaçant ainsi entièrement Miss Minutes du TVA. Loki et Sylvie peuvent désormais utiliser leurs pouvoirs au sein du TVA grâce au redémarrage. Sylvie réussit à enchanter Wolfe, l'obligeant ainsi à brouiller Renslayer. Grâce au scan d'aura temporelle de Timely, l'accès au Cœur est ouvert. Timely se porte alors volontaire pour déposer le Multiplicateur de Circuit devant le Cœur. Mais alors qu'il s'apprêtait à traverser la passerelle, Timely est brusquement victime de spaghettification, causée par les fortes radiations temporelles, le tuant sur le coup.

### Épisode 5:Science/Fiction
- Mondial : 3 novembre 2023 sur Disney+

Après l’implosion, Loki se retrouve seul dans le Centre de Temporisation, qui n'a pas été détruit. Alors qu’il se dirige dans les bureaux, Loki est encore victime d'errance temporelle, se transportant ainsi dans différents lieux du TVA. Ce dernier se spaghettifie entièrement, laissant ainsi le multivers subir le même sort. Loki est alors brusquement transporté sur le flux temporel. Après sa disparition, sur un écran du TVA est affiché : « Mode sécurité initialisé », qui se termine ensuite par : « Merci pour votre engagement ! ».
Loki atterrit premièrement en 1962 au pied du pénitencier fédéral d'Alcatraz, sur une branche temporelle, où il rencontre Casey, qui se trouve être en réalité Frank Morris, en pleine évasion. Morris ne le reconnaît pas. Les membres du TVA ont alors visiblement retrouvé leurs anciennes vies sur le flux temporel à la suite de l'implosion.
Loki se retrouve ensuite à New York en 2012, sur une branche temporelle, où il rencontre la Chasseuse B-15, qui est une infirmière nommée Dr Verity Willis. Il atterrit par la suite à Cleveland en 2022, sur une branche temporelle, où il rencontre cette fois Mobius, qui s'appelle en réalité Don, et qui est vendeur de jet-ski. Loki est alors finalement transporté jusqu'à Pasadena en 1994, sur une branche temporelle, où Ouroboros est en réalité un professeur en physique théorique et écrivain raté de romans de science-fiction nommé A.D. Doug.
Ce dernier est le seul à accepter d'écouter l'histoire de Loki et révèle que la situation dans laquelle se trouve le dieu est similaire à ce qu'il a écrit dans son roman, Les Fils de Yoren. Il explique à Loki qu'il pourrait essayer de contrôler son errance temporelle, ce qui est apparemment impossible. Doug propose alors une autre solution : rassembler les anciens membres du TVA, permettant ainsi de réunir toutes leurs auras temporelles pour retrouver les coordonnées uniques du moment avant l'implosion du Cœur Temporel. Loki donne alors à Doug le manuel du TVA pour qu'il puisse construire un Pad Temporel, qui est le seul moyen d'y parvenir. Loki est alors brusquement transporté encore une fois en 2022, devant la maison de Don, qui mène une vie paisible avec ses deux fils.
Alors que Loki tente de convaincre Don de le rejoindre, Doug arrive à travers un portail temporel : après 18 mois de travail, il a réussi à construire un prototype de pad. Don, qui accepte le pseudonyme Mobius, rejoint Loki et Doug. Tous les autres membres désormais réunis en 1994, Loki part à la recherche de Sylvie en 1982, sur une branche temporelle.
Sur place, Sylvie refuse d'aider Loki car elle estime que les autres membres du TVA doivent garder leurs anciennes vies et que Loki devrait faire de même. De retour en 1994, Loki est résigné et souhaite abandonner le TVA. Pendant ce temps, la branche temporelle où se trouve Sylvie se spaghettifie sous ses yeux, mais grâce au Pad Temporel de Celui Qui Demeure, Sylvie s'échappe à temps et retrouve Loki et les autres.

### Épisode 6:Glorieux destin
- Mondial : 10 novembre 2023 sur Disney+

Désormais dans le passé juste avant la mort de Victor Timely, Loki tente désespérément à plusieurs reprises d'empêcher que Timely ne se spaghettifie avant de traverser la passerelle pour déposer le Multiplicateur de Circuit devant le Cœur Temporel. Loki utilise alors son errance temporelle pour retourner jusqu'à l'arrivée de Timely au TVA, moment auquel les radiations temporelles sont suffisamment faibles pour déposer le Multiplicateur. Loki doit alors apprendre tout le fonctionnement de la technologie du TVA pour y parvenir à temps, ce qui prend alors des siècles, mais Loki consent à revivre des milliers de fois le même moment. De retour au moment prévu, Timely réussit finalement à déposer le Multiplicateur à temps, permettant alors aux anneaux du Cœur de s'élargir pour faire passer les branches temporelles qui se ramifient.
Alors qu'ils fêtent leur victoire, Ouroboros découvre que malgré l'agrandissement des anneaux, le Cœur Temporel est de nouveau en surcharge. Timely en conclut que c'est un problème de dimensionnement, car le Cœur ne pourra jamais gérer un multivers en expansion infinie. Le TVA est alors condamné. Pouvant empêcher cela qu'avec le retour de Celui Qui Demeure, Loki utilise son errance temporelle pour retourner jusqu'au moment où Sylvie s'apprête à le tuer dans la Citadelle à la Fin des Temps. Alors que Loki tente de l'empêcher à plusieurs reprises de tuer Celui Qui Demeure, ce dernier décide d'immobiliser Sylvie un instant car il s'est rendu compte que ce n'est pas la première fois que Loki remonte le temps et souhaite avoir une discussion avec lui. Il connaît l'errance temporelle et il a fait en sorte de lui tracer cette voie. Il a vu Loki se balader dans le temps en pensant qu'il était plus fort que le système (ce qui provoque la fusion du Cœur) et qu'il allait le battre. Mais Loki se retrouve à nouveau devant Celui Qui Demeure. Il rappelle à Loki une phrase qu'il avait dite à Sylvie : « La réincarnation, mon lapin ». Tandis qu'il lui dit de revenir le voir quand il sera prêt à avoir cette conversation et qu'il libère Sylvie, Loki la fige à son tour. Ensuite, il bluffe Celui Qui Demeure en lui disant : « Et qu'est-ce qui vous fait croire… que c'est la première fois que nous avons cette conversation ? ». Le dieu est enfin prêt à discuter avec lui. Il demande à Loki comment va Victor Timely et évoque le problème avec le Cœur Temporel. Loki lui dit que Victor avait suggéré que c'était un problème de dimension, mais Celui qui Demeure lui révèle qu'il n'y a aucun problème, car le Cœur protège le système. Quand le Cœur est surchargé de nouvelles branches, il élague toutes celles qui ne devraient pas se trouver là et supprime aussi le TVA, mis à part l'Éternel Flux Temporel. Le TVA n'est qu'un dommage collatéral pour Celui Qui Demeure, qui selon lui, sera facile à rebâtir. Il révèle que tous ses Variants sont déjà là. Mais cela sera un autre problème, car pour l'instant, le résultat de l'équation qui a obligé Loki à revenir ici demeure identique. Loki observe un schéma sur un tableau et dit à Celui Qui Demeure qu'il changera l'équation en brisant le Cœur. Mais Celui Qui Demeure lui dit que le Cœur empêche l'affrontement à mort auquel rien ne survit, pas même l'Éternel Flux Temporel, précisant que tous les moments de paix que Loki a vécus ont eu lieu parce qu'il montait la garde à la Fin des Temps. Il demande alors à Loki ce qui arriverait à ses amis si le Cœur se briserait. Il ajoute qu'il a fait des choix douloureux, c'est pourquoi il a droit au trône. Il offre à Loki un choix : briser le Cœur et provoquer la Guerre multiverselle qui les tuera tous, ou tuer Sylvie et aider Celui Qui Demeure à protéger la seule chose qui reste : l'Éternel Flux Temporel.
Loki utilise ensuite son errance temporelle pour se transporter jusqu'à son interrogatoire face à Mobius dans le « Théâtre du Temps », quelque temps après son arrestation par le TVA. Mobius lui explique que la plupart des destins sont plus pesants que glorieux et qu'il ne faut jamais devenir celui qui se dérobe. Tandis que le Théâtre du Temps se spaghettifie, Loki retourne à Pasadena en 1994, juste avant la disparition de Sylvie. Désormais capable d'arrêter le temps, Loki explique à Sylvie qu'il devrait rétablir l'Éternel Flux Temporel afin d'arrêter tout cet engrenage. Sylvie le persuade de préserver le libre arbitre à la place, ce qui amène Loki à croire que détruire quelque chose est un devoir, mais à condition de garder espoir de pouvoir remplacer cette chose par un monde meilleur.
Loki retourne dans le Centre de Temporisation, il décide alors de prendre la place de Timely pour traverser la passerelle. Loki ferme les portes derrière lui. Il explique à Mobius et Sylvie qu'il sait ce qu'il veut et quel genre de dieu il doit devenir pour eux, pour tout le monde. Alors que Loki se dirige vers le Cœur sans porter de scaphandre, un costume vert et des cornes se matérialisent sur lui. Il détruit le Cœur, mais toutes les branches temporelles deviennent mourantes. Loki prend en main des branches et utilise sa magie pour leur redonner vie. C'est alors qu'un portail vers les ruines de la Citadelle à la Fin des Temps s'ouvre. Il rassemble toutes les branches et les mène avec lui à travers le portail. De l'autre côté, Loki, avec toutes les branches entre ses mains et sa cape, leur redonne vie une à une. Il atteint le sommet du rocher de la Citadelle, où le siège de Celui Qui Demeure se transforme en un trône d'or. Loki s'y installe et déploie toutes les branches temporelles, qui reprennent vie. Elles constituent désormais les rameaux d'un frêne, formant ainsi un gigantesque Yggdrasil. Sur son trône, Loki maintient en vie le « Frêne du Multivers ».
Plus tard, le TVA et ses membres se sont réorganisés, dont la nouvelle mission est de protéger toutes les branches temporelles afin que le multivers puisse perdurer. La Chasseuse B-15 est devenue une des dirigeantes de l'organisation. Miss Minutes a été réactivée et Ouroboros se charge de la reprogrammer pour aider le TVA. B-15 vient voir Mobius dans son bureau pour savoir si tout va bien. Il lui présente des rapports qu'il a reçus sur les Variants de Celui Qui Demeure. B-15 lui demande si certains d'entre eux savent que le TVA existe. Il lui répond que non, mais révèle qu'apparemment l'un d'entre eux vient de faire du raffut sur le royaume adjacent 6-1-6 (le Royaume quantique de la « Terre-616 »), mais que ce problème fut géré. Le TVA est donc tranquille pour l'instant. Mobius décide de quitter pour un moment le TVA. Ouroboros a publié une deuxième édition du Manuel officiel du TVA, qu'il a co-écrit avec Timely. Ce dernier n'a alors pas la possibilité de trouver le Manuel à sa fenêtre en 1868 pendant son enfance, effaçant ainsi son futur qui était tracé par Celui Qui Demeure. Ravonna Renslayer se réveille dans le Néant, tandis qu'Alioth se rapproche d'elle. Mobius se rend à Cleveland en 2022 pour observer son ancienne vie avec ses deux fils. Sylvie le rejoint. Mobius lui demande ce qu'elle compte faire. Mais elle ne sait pas où le mènera son chemin. Sylvie lui demande la même chose. Mobius lui répond qu'il va simplement attendre ici un moment que le temps s'écoule.

## Production
La série est produite par Marvel Studios, avec, pour la première saison, Eric Martin comme scénariste en chef et Justin Benson et Aaron Moorhead à la tête de l'équipe de réalisation ; elle a été développée comme faisant partie de la phase 4 du MCU.
La deuxième saison devrait faire ses débuts sur Disney+ du 05 octobre au 09 novembre 2023 et se composera de six épisodes, et fera partie de la phase 5 du MCU.

### Développement
Le développement d'une deuxième saison avait commencé en novembre 2020 et a été confirmé en juillet 2021, avec Martin, Benson et Moorhead tous embauchés fin février 2022. En janvier 2021, le scénariste de la première saison, Michael Waldron, a signé un accord global avec Disney qui comprenait sa participation à la deuxième saison de Loki. Le producteur de Marvel Studios, Nate Moore, qui a été producteur exécutif de la série Falcon et le Soldat de l'hiver, pensait que Loki avait des scénarios « vraiment irrévérencieux, intelligents et cool » qui conféraient à la série plusieurs saisons plutôt que d'être un événement ponctuel. La deuxième saison a été confirmée par une scène de mi-crédits dans l'épisode final de la première saison, qui a été publiée en juillet 2021. Tom Hiddleston a également déclaré que des « discussions approfondies » concernant une deuxième saison étaient déjà en cours. La réalisatrice de la première saison, Kate Herron, a déclaré qu'elle ne reviendrait pas pour la deuxième saison car elle avait toujours prévu de n'être impliquée que pendant une saison, tandis que Waldron a déclaré qu'il « restait à voir » s'il serait impliqué.
En février 2022, le duo de réalisateurs Justin Benson et Aaron Moorhead ont été embauchés pour diriger la majorité des épisodes de la deuxième saison. Ils ont précédemment réalisé deux épisodes d'une autre série de Marvel Studios, Moon Knight (2022), qui s'est si bien passé que le studio a souhaité qu'ils travaillent sur d'autres projets et ils ont été rapidement choisis pour la deuxième saison de Loki. Eric Martin, un écrivain de la première saison qui a repris certaines des fonctions de Waldron pendant la production de cette saison, devait écrire les six épisodes de la deuxième saison, Hiddleston et Waldron ayant confirmé leur retour en tant que producteurs exécutifs. La pré-production avait commencé fin avril 2022.

### Écriture
Waldron a déclaré que la saison continuerait l'histoire de la première saison, mais d'une manière qui ressentait des attentes différentes et renversées, et explorait un « nouveau terrain émotionnel » pour Loki.

### Casting
Tom Hiddleston reprend son rôle de Loki de la série de films, avec Gugu Mbatha-Raw, Eugene Cordero, Tara Strong, Owen Wilson et Sophia Di Martino également en vedette, reprenant leurs rôles de la première saison en tant que Ravonna Renslayer, Casey / Chasseur K-5E, Miss Minutes, Mobius M. Mobius, et Sylvie, respectivement. En mai 2022, le président de Marvel Studios, Kevin Feige, a déclaré que « tout le casting » de la première saison reviendrait dans la seconde. En juillet, il a été révélé que Rafael Casal était choisi pour jouer Baltag dans cette 2e saison.

### Tournage
Le tournage principal a commencé le 13 juin 2022, aux Pinewood Studios au Royaume-Uni, avec Benson et Moorhead réalisant la majorité des épisodes, et Isaac Bauman en tant que directeur de la photographie. Il avait déjà été signalé qu'il commencerait en janvier 2022, sous le titre provisoire Architecte. En juillet 2022, des tournages en extérieur ont eu lieu dans tout Londres, y compris au Chatham Historic Dockyard dans le Kent ; les photos de plateau indiquaient un décor des années 1970 pour une partie de la saison.

### Musique
Natalie Holt devait revenir de la première saison en tant que compositrice d'ici juillet 2022, et prévoyait de commencer à composer pour la saison fin 2022.

## Sortie
La deuxième saison devait faire ses débuts sur Disney+ à la mi-2023, et se composera de six épisodes. Elle fera partie de la phase 5 du MCU.
Le 16 mai 2023, Disney annonce que les six épisodes seront diffusés à partir du 6 octobre 2023.
Le 31 juillet 2023, une première bande-annonce a été dévoilée, confirmant la présence de Jonathan Majors.